# El Sueño (Juan José Barragán)
El Sueño o El Tren de los Sueños es una escultura situada en Alfambra (Teruel), sobre el viaducto historicista conocido como Puente de la Venta, junto a la Carretera Nacional 420, en su tramo Teruel-Alcañiz, cerca del cruce de Orrios.

## Historia
La obra es de Juan José Barragán, artista conceptual a quien corresponde la idea, la propuesta y su diseño a escala, cuya instalación fue realizada por el Taller Fabré bajo la dirección de Barragán.[cita requerida]
Consiste en una instalación realizada en forma de silueta escultórica, situada junto al mirador del Puente de la Venta, en agosto de 2002, siendo su material láminas de hierro de 12,60 metros de largo por 2,45 metros de altura.[cita requerida]
Al año siguiente, en agosto de 2003, se le añadieron dos pasajeros más al que inicialmente tenía la escultura en el vagón de tren, como se aprecia en la imagen.[cita requerida]
Tiempo después se completó el proyecto con unos personajes del mismo material y menores dimensiones, junto al nombre del conjunto, situados en el antiguo apeadero de la vía férrea, en el mismo casco urbano de Alfambra.[cita requerida]
La tercera parte del proyecto original nunca se realizó, si bien hemos de puntualizar que esta segunda parte no se corresponde tampoco con el diseño original, considerándose una variación del Taller Fabré.[cita requerida]
Su mensaje es el de recuperar la memoria histórica de una línea de ferrocarril, Teruel-Alcañiz-Lérida, que comenzó a construirse durante la dictadura de Miguel Primo de Rivera (año 1927), pero que nunca llegó a funcionar, frustrando cualquier intento de desarrollo de todo el sur de Aragón.[cita requerida]
Por ello su diseño está inspirado en el Ferrocarril Central de Aragón, el primero que se construyó con paso por Teruel hacia 1901, y que como curiosidad tenía tres ejes de ruedas por vagón, aspecto que se puede apreciar en la escultura.[cita requerida]
A través de esta iniciativa, enmarcada dentro del Proyecto "Entre Sierras", se ha creado una ruta cicloturista entre Teruel y Alfambra, con 30 km de recorrido, así como un total de más de 200 km de senderos dentro de la Comarca de Teruel, que intenta aprovechar el tirón turístico de Teruel y la cercana Galve, para mantener la población de todos los municipios de los valles del Río Alfambra y el Río Guadalaviar, situados al norte y sur de la ciudad de Teruel.[cita requerida]